# あなたは 私の ENERGY
『あなたは 私の ENERGY』（あなたは わたしの エナジー）は宇徳敬子の5枚目のシングル。1995年1月16日発売。規格品番：ZADL-1039。

## 概要
アルバムバージョンでは、ボーカルを撮り直し、生沢佑一（TWINZER） がコーラスで参加している。

## チャート成績
オリコンチャート10位を獲得した。

## タイアップ
テレビ朝日系『'95 パリ・ダカールラリー』テーマソング
テレビ朝日系『まっ昼ま王!!』 エンディングテーマ

## 収録曲
全曲作詞・作曲：宇徳敬子　編曲：池田大輔
1. あなたは 私の ENERGY
2. もしも...
3. あなたは 私の ENERGY（オリジナル・カラオケ）

## 参加ミュージシャン
- 青山純 - ドラム
- 増崎孝司（DIMENSION） - ギター